# Руйнування греблі
Руйнування греблі (дамби) або прорив дамби — тип катастрофічного руйнування, що характеризується раптовим, швидким і неконтрольованим викидом накопиченої води або ймовірністю такого викиду. У період з 2000 по 2009 рік у світі сталося понад 200 значних руйнувань гребель.
Згідно з міжнародним гуманітарним правом, дамби вважаються «об'єктами, що містять небезпечні сили» через величезний вплив можливого руйнування на цивільне населення та навколишнє середовище. Аварії на дамбах трапляються порівняно рідко, але можуть спричинити великі збитки та жертви серед людей. У 1975 році аварія на греблі Банцяо та інших гребель у провінції Хенань, розташованих в КНР, призвели до більшої кількості жертв, ніж будь-яка інша аварія на греблі в історії. Катастрофа забрала життя приблизно 171 000 людей, а 11 мільйонів осіб втратили свої домівки.